# Chad Smith

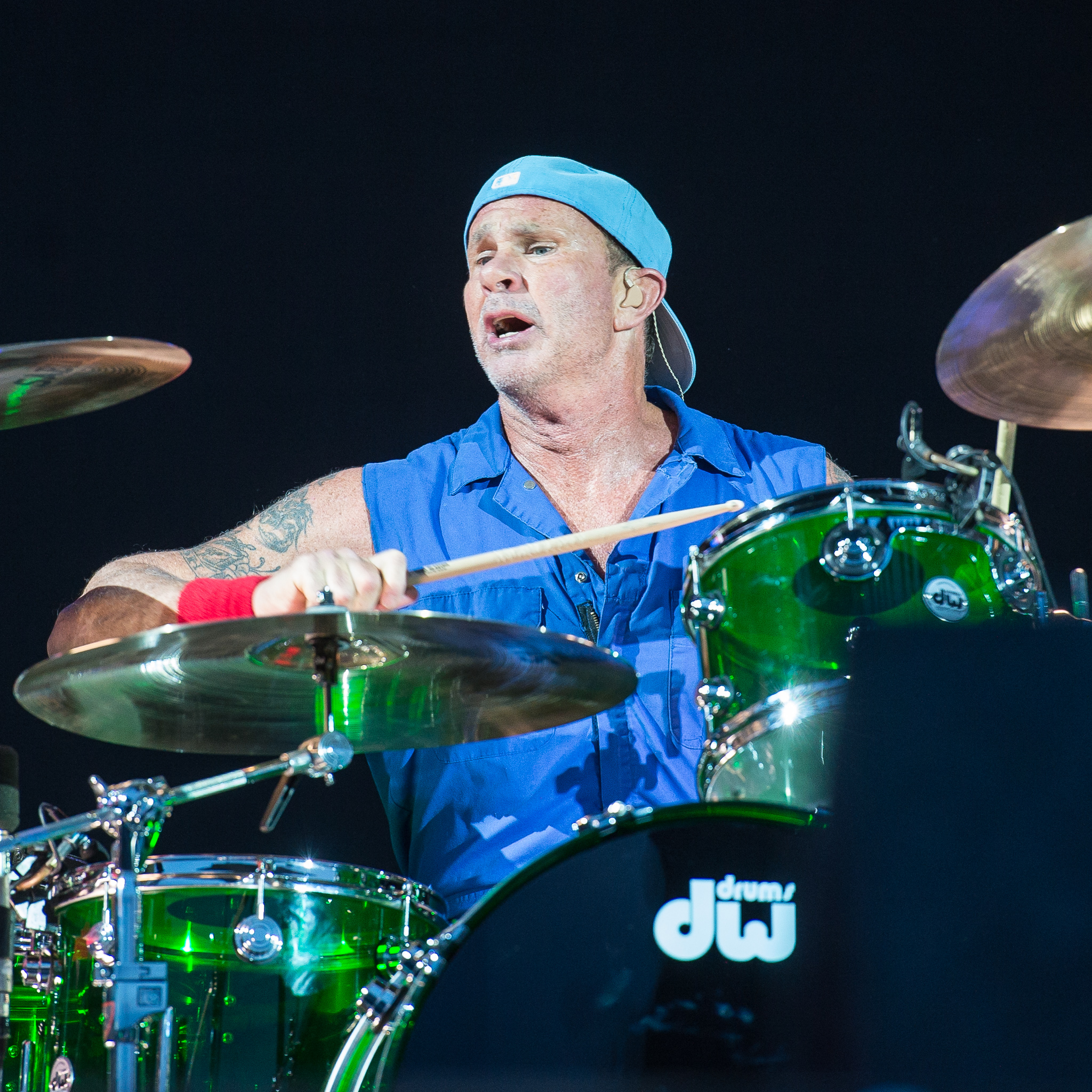
Chad Smith, 2016

Chad Smith (* 25. Oktober 1961 in Saint Paul, Minnesota) ist ein US-amerikanischer Schlagzeuger und Mitglied der kalifornischen Funk-Rock-Band Red Hot Chili Peppers.

## Werdegang
Aufgewachsen ist er in Bloomfield Hills, Michigan. Er ersetzte Ende 1988 Jack Irons, der die Band wegen Hillel Slovaks Tod und den daraus resultierenden chaotischen Umständen verlassen hatte. Als namenloser Bewerber für die Stelle des freien Drummers gelang ihm über eine Jam mit den Red Hot Chili Peppers, bei dem er sich durch seine einzigartigen Fähigkeiten sofort in die Bandmechanik einfügte, auf Empfehlung von Produzent Michael Beinhorn der Einstieg in die Gruppe. 1993 veröffentlichte er mit Red Hot Rhythm Method einen Lehrfilm für fortgeschrittene Schlagzeuger.
Ihm wird oft eine äußerliche Ähnlichkeit mit dem Komiker und Schauspieler Will Ferrell nachgesagt. Dieser Running Gag gipfelte am 22. Mai 2014 in einem Schlagzeug-Duell in Jimmy Fallons Tonight Show, in dessen Rahmen Geld für wohltätige Zwecke gesammelt wurde.
1994 heiratete Smith Maria St. John (Artistin), mit der er die Tochter Manon (1997) hat. Das Paar ließ sich 1998 scheiden. 2004 heiratete Smith die Architektin Nancy Mack, mit der er einen Sohn Cole Madison (2005) hat. Er hat noch weitere zwei Kinder aus anderen Beziehungen: Sohn Justin (1997) und Tochter Ava (2001).
Seine Fähigkeiten als Schlagzeuger zeigen sich auch an seiner Mitwirkung an vielen Alben außerhalb der Arbeit mit den Red Hot Chili Peppers:
Zwischen 2007 und 2008 war er als Schlagzeuger in einer Jazzband in Japan tätig. Seit September 2008 arbeitete er in der neuen Supergroup Chickenfoot (mit Sammy Hagar, Michael Anthony und Joe Satriani) an einem Album namens Chickenfoot, das am 5. Juni 2009 in den USA veröffentlicht wurde. Das Nachfolgealbum ist Chickenfoot III, welches ab dem 23. September 2011 erhältlich ist. Im Herbst 2009 erschien die CD Meet the Meatbats von den Chad Smith’s Bombastic Meatbats. Hier beweist Smith die gelungene Synthese aus Funkdrumming und Fusion Jazz. Der Rolling Stone listete ihn 2016 auf Rang 64 der 100 größten Schlagzeuger aller Zeiten.
2022 wurde er als Mitglied der Band Red Hot Chili Peppers mit dem 2717. Stern auf dem Hollywood Walk of Fame geehrt.

## Equipment
Smith steht im Guinness-Buch der Rekorde mit dem größten Schlagzeug bestehend aus 308 Trommeln und Becken.
Seit März 2016 spielt er Drumsets des Herstellers Drum Workshop, Drumsticks der Firma Vater, und seit Mai 2022 Becken der Firma Paiste. Letzterer Hersteller hat Signature-Instrumente von Smith im Sortiment. Bei Live-Auftritten ist Chris Warren für das Equipment zuständig.

## Diskografie
- 1982: Pharaoh – Point Of Entry
- 1986: Twenty Mondays-Twist Inside
- 1986: Toby Redd-Into the Light
- 1989: Mother’s Milk
- 1990: Second Self-Mood Ring
- 1991: Queen Remix
- 1991: Blood Sugar Sex Magik

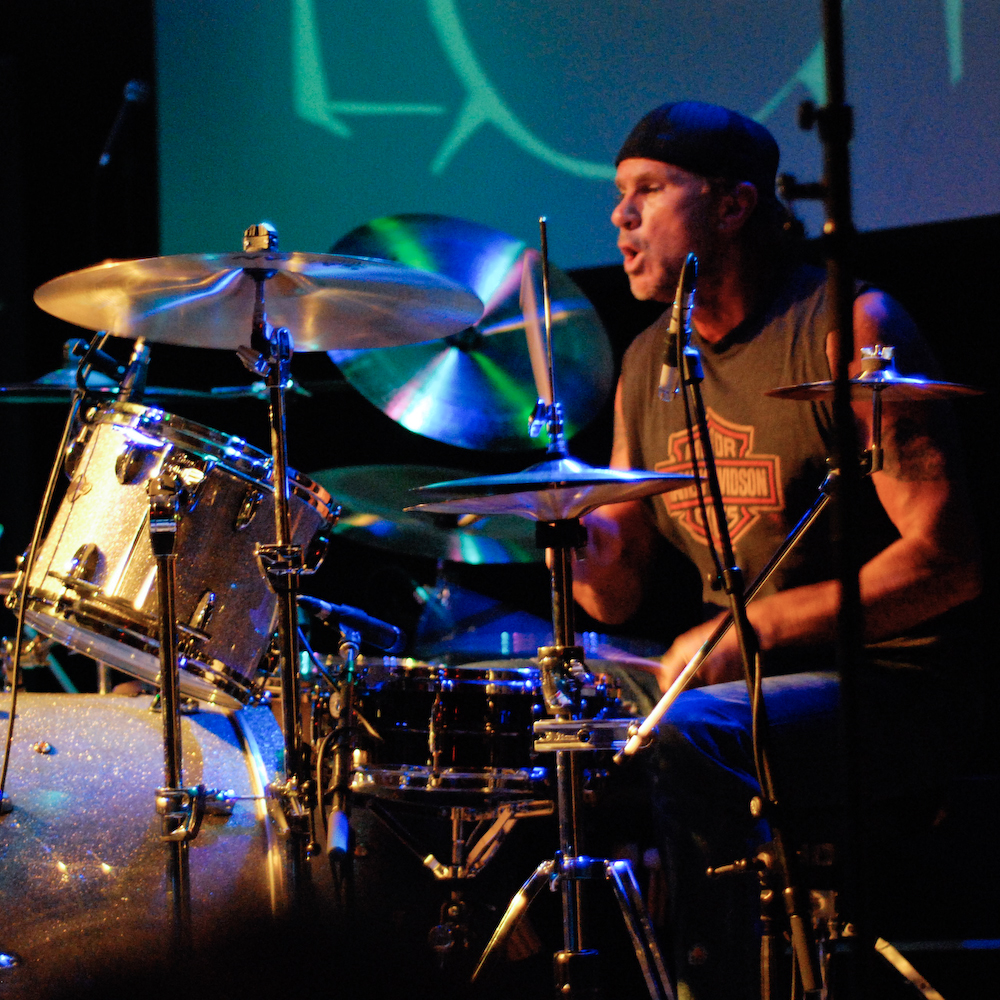
Chad Smith, 2007

- 1994: Wild Colonials-Fruit of Life
- 1995: Joy Division tribute
- 1995: One Hot Minute
- 1996: Grace of my Heart Soundtrack
- 1996: Wayne Kramer-Dangerous Madness
- 1996: Thermadore-Monkey on Rico
- 1997: Howard Stern’s Private Parts
- 1997: Lili Haydn-Lili
- 1997: John Fogerty-Blue Moon Swamp
- 1998: Leah Andreone-Alchemy
- 1999: Californication
- 2000: Fishbone-The Psychotic Friends Nuttwerk
- 2000: Loud Rocks-compilation
- 2002: By the Way
- 2003: Johnny Cash-Unearthed
- 2003: HTP2-Hughes/Turner Project
- 2003: Glenn Hughes-Songs in the Key of Rock
- 2004: John Frusciante-Shadows Collide With People
- 2004: Glenn Hughes-Soulfully Live..City of Angels
- 2005: Glenn Hughes-Soul Mover
- 2006: Stadium Arcadium
- 2006: Glenn Hughes-Music for the Divine
- 2009: Chickenfoot
- 2009: Chad Smith’s Bombastic Meatbats
- 2011: I’m with You
- 2011: Chickenfoot III
- 2013: Jake Bugg-Shangri La
- 2016: The Getaway
- 2020: Dua Lipa (Break my heart - Single)
- 2020: Ozzy Osbourne - Ordinary Man
- 2022: Unlimited Love
- 2022: Ozzy Osbourne - Patient Number 9
- 2022: Return of the Dream Canteen